# 파이널 컷 프로
파이널 컷 프로(영어: Final Cut Pro)는 애플사가 개발한 전문 비선형 편집 시스템이다. 독립 영화 제작자들 사이에 널리 쓰이며, 전통적으로 아비드 소프트웨어를 사용하는 할리우드 영화 편집자들이 먼저 사용하기 시작하였다. 이 프로그램은 DV, HDV, DVCProHD, XDCAM, 2K, IMAX 영화 포맷과 같은 수많은 디지털 포맷을 편집하는 기능을 제공한다. 이 시스템은 현재 맥 OS X 버전 10.11.4 이상에서만 사용할 수 있으며, 파이널 컷 스튜디오 제품의 모듈이다.
2000년대 초부터, 파이널 컷은 확장된 사용자 기반을 개발하였다. 파이널 컷 프로는 전문가들과 수많은 방송 시스템에서 쓰이고 있으며, 이로써 오프라인 편집자로서 디지털 온라인 편집자만큼 비용을 절감할 수 있다. 파이널 컷 프로는 또한 독립, 준전문 영화 제작자들에게 매우 인기가 많다. 파이어와이어가 부착된 미니DV 비디오에서 컨슈머 디지털 비디오 카메라, 전문 DV 카메라에서 HDV를 포함한 다양한 HD 규격의 고선명(HD) 데이터에 걸친 촬영 자료를 편집할 수 있다. 이러한 소프트웨어는 영상물을 컴퓨터의 하드 드라이브에 기록하여 캡처하며, 여기서 편집과 가공 작업을 할 수 있다.

## 파이널 컷 익스프레스
2003년에, 애플사는 파이널 컷 익스프레스 개발에 착수하였다. 이는 파이널 컷의 비용 절약 버전이다. 파이널 컷 프로와 인터페이스는 같지만 영화 제작 관련 도구와 다른 고급 옵션이 모두 제거되어 있으며 아마추어급 생산자들을 위한 기능만 순수하게 제공한다.
2005년 1월에, 사운드트랙(Soundtrack)과 라이브 타입(Live Type)은 이전에 파이널 컷 프로에서만 사용할 수 있었지만, 이 기능들은 HDV 편집을 위해 익스프레스에 추가되었다.
사운드트랙은 파이널 컷 익스프레스 4에서 제공되었다.
2008년 파이널 컷 스튜디오에서 라이브 타입이 모션으로 통합되고, 파이널 컷 익스프레스에선 변화 없이 라이브타입을 제공하였다.
(작업에 특화된 라이브타입 사용자들이 많이 아쉬워 했다.)

## 파일 형식
파이널 컷 프로 프로젝트는 기술적으로 별도의 파일로 이루어진다:
- 프로젝트 파일
- 미디어 소스 파일
- 렌더 파일, 캐시 파일

미디어와 렌더/캐시 파일의 위치는 표준으로 지정되어 있지 않다. 파이널 컷 프로는 이러한 파일이 저장되는 위치를 구성할 수 있다.

## 파이널 컷 프로를 이용하여 편집한 주요 영화
- 오 형제여 어디에 있는가
- 뒤로 가는 연인들
- 풀 프론탈 (영화)
- 링 (2002년 영화)
- 콜드 마운틴
- 참을 수 없는 사랑 (2003년 영화)
- 오픈 워터
- 나폴레옹 다이너마이트
- 레이디킬러 (2004년 영화)
- 월드 오브 투모로우
- 슈퍼 사이즈 미
- 유령 신부
- 드리머 (2005년 영화)
- 자헤드
- 리틀 맨하탄
- 미 앤 유 앤 에브리원
- 300 (영화)
- 사무엘 잭슨의 블랙스네이크
- 해피 피트
- 인랜드 엠파이어 (영화)
- 조디악 (2007년 영화)
- 심슨 가족: 더 무비
- 노인을 위한 나라는 없다 (영화)
- 레인 오버 미
- 유스 위드아웃 유스
- 분노의 핑퐁
- 마법에 걸린 사랑
- 번 애프터 리딩
- 엑스파일: 나는 믿고 싶다
- 벤자민 버튼의 시간은 거꾸로 간다
- 엑스맨 탄생: 울버린
- 500일의 썸머
- 괴물들이 사는 나라 (영화)
- 시리어스 맨
- 테트로
- 게이머
- 트윅스트
- 소셜 네트워크 (영화)
- 용기와 구원
- 존 카터: 바숨 전쟁의 서막
- 모스트 바이어런트
- 포커스 (2015년 영화)
- 니나 시몬: 영혼의 노래
- 위스키 탱고 폭스트롯
- 쿠보와 전설의 악기
- 기생충 (영화)

## 같이 보기
- 어도비 프리미어 프로
- 파이널 컷 프로 X
- 파이널 컷 스튜디오
- 아이무비
- 사운드트랙 프로
- 퀵타임

## 참조
- Hodgetts, Philip (Sep. 7, 2003). “Apple Final Cut Pro Archives - 2003”. CreativeCow.net. Jan. 20, 2007에 확인함. [깨진 링크(과거 내용 찾기)]